# HMCS Onondaga (S73)
 For alternative betydninger, se Onondaga (flertydig). (Se også artikler, som begynder med Onondaga)
Her Majesty's Canadian Submarine Onondaga (S73) (Dansk: Hendes Majestæts Canadiske Ubåd Onondaga (S73)), forkortet HMCS Onondaga (S73), var en canadisk ubåd af Oberon-klassen, som tjente i Royal Canadian Navy. Hun sejlede i det nordlige atlanterhav under den kolde Krig i årerne 1967 til 1991. Efter Den kolde Krigs afslutning sejlede hun yderligere 9 år mere, fra 1991 til 2000, hvor hun blev udfaset og efterfølgende konserveret efter 33 års tjeneste. Oberon-klassen blev afløst af nye moderne undervandsbåde af Victoria-klassen.
Efter tjenesten er Onondaga blevet konserveret og senere købt og gjort til et museum i Rimouski i Québec, Canada. Der havde inden også været rygter om at skibet skulle ende på Canadian War Museum, men de blev senere skrottet til fordel for det nuværende museum, som åbnede til offentligheden i 2008.
Onondaga er opkaldt efter Onondagastammen, som en stamme af indfødte amerikanere og er bosat i New York. Hun har to søsterskibe ved navn HMCS Okanagan (S74) og HMCS Ojibwa (S72), som ligesom hende også er opkaldt efter indfødte amerikanske folkeslag.

## Baggrund
I starten af Den kolde krig begyndte et stort våbenkapløb om at nå militær overmagt. Sovjetunionen og USA, der var verdens eneste to supermagter, begyndte at bygge store flåder, med et stort antal undervandsbåde. En del af Sovjetunionens ubåde begyndte nu efterhånden at nærme sig nordamerikansk farvande, og nogle af disse undervandsbåde bevægede sig endda også ind på canadisk territorialfarvand. Den canadiske regering, som ingen ubåde havde, følte sig truet og købte straks to amerikanske ubåde i 1961 til patruljering af den canadiske vestkyst, disse ved navn HMCS Grilse og HMCS Rainbow. Den canadiske regering, som ikke så det som nok, bestilte tre Oberon-klasse ubåde på det engelske værft Chatham Dockyard, den ene af tre værende HMCS Onondaga (S73).

## Konstruktion og bygning
Den 18. juni 1964 blev Onondaga køllagt i Chatham Dockyard som den anden af de tre ubåde, som Royal Canadian Navy havde bestilt. Her blev hun bygget på lidt over et år, og blev blev færdigbygget den 25. september 1965 og søsat ved Medway i den østlige del af England. Hun fik efterfølgende pennantnummeret 73. Da Onondaga og hendes søsterskibe kom til Canada blev deres konstruktion ændret en anelse. Ved konstruktionens færdiggørelse blev Onondaga afprøvet på en testdybde på mellem 120-170 meter inden hun leveret officielt til Royal Canadian Navy.
I 1980'erne gik Onondaga og hendes to søsterskibe gennem det såkaldte SOUP, en forkortelse for Submarine Operational Update Program (Undervandsbåd Operativt Opdateringsprogram), som opdaterede skibene og udskiftede blandt andet skibets sonarsystem, samt de originale Mark 37-torpedoer, som blev udskiftet med nyere og moderne Mark 48-torpedoer.

## Sammensætning og indhold
Onondaga var en klassisk Oberon-klasse ubåd med en længde på 290 fod, altså 89,9 meter, og en bredde på 26 fod, som svarer til 8,1 meter. Hun var udstyret med to elektromotorer med 300 hestekrafter, som kan fører hende frem med en fart på 17,5 knob neddykket eller 12 knob på overfladen. De to dieselelektriske motorer var de mest støjsvage i perioden omkring Onondagas konstruktion, hvilket betød at hun havde nemt ved at holde sig støjsvag under vandet. Grunden til både brugen af dieselelektriske motorer var, at hendes batterier kun kunne holde omkring en halv time for fuld hastighed. Derfor kunne hun også sejle på diesel ved hjælp af en snorkel, mens batterierne blev genopladet. Hun vejede omkring 1.610 kilo på vandoverfladen, men kom op på 2.410 kilo neddykket.

### Våben
Onondaga blev ved dens konstruktion udstyret med seks torpedorør med tilhørende Mark 37-torpedoer.